# Gunilla Gerland
Gunilla Gerland (Estocolm, 13 de juliol de 1963) és escriptora, lecturer (professora universitària) i conferenciant sobre el tema de la síndrome d'Asperger.
La seva autobiografia de 1996 titulada A Real Person: Life on the Outside (títol original suec: En riktig människa), va descriure la seva vida amb la síndrome d'Asperger, creixent en un entorn «poc simpàtic».
Actualment segeix escrivint i també fa conferències i debats sobre la síndrome d'Asperger i sobre l'espectre autista. Treballa com a consellera i educadora en el camp a Estocolm. Els seus escrits han estat citats en treballs sobre l'espectre autista i els problemes relacionats amb l'autisme, com la prosopagnòsia, a més de les maneres en què s'analitza i es discuteix l'autisme.

## Biografia
Diagnosticada amb autisme als 29 anys, treballa per explicar l'autisme des d'un punt de vista intern, i per expressar les seves idees. Per exemple, afirma que les teories de relació d'objectes són irrellevants en el cas de l'autisme.
Segons el seu punt de vista, l'autisme és un mode de desenvolupament diferent, paral·lel, generalment genètic, i de vegades físic, i que els trastorns d'interacció no són causes, sinó efectes. A partir d'aquí, explica que un error comú és intentar aplicar maneres terapèutiques destinades a recuperar la bona manera del desenvolupament clàssic. L'error del terapeuta és negar-se a acceptar aquesta diferència, a favor d'una «amputació» (aquesta és la metàfora que utilitza) del seu pacient per aconseguir-lo en el marc establert de la norma.
| « | També és important reconèixer que no és ni ha de ser l'autisme en si mateix que es tracta mitjançant l'assessorament (consell psicològic social), sinó síndromes secundaris o que viuen amb autisme. Això es pot comparar amb el suport a persones sordes o cegues; no podeu esperar que escoltin o millorin els resultats del tractament, sinó que han d'assegurar-se que puguin fer front a la vida, una existència que incorpori un handicap que està present per a la vida. | » |